# Àngel Martínez Cervera
Àngel Martínez Cervera (nascut a Germans Sàbat, Girona, el 31 de gener de 1986), és un exfutbolista català.

## Trajectòria
Es va iniciar com a jugador de la UD Sàbat. Va passar al mític Vilobí i va fer el salt ràpidament al RCD Espanyol. El 31 de juliol de 2010, es va conèixer la seva cessió al Girona FC. El jugador, cedit pel RCD Espanyol va jugar en el club gironí durant la temporada 2010-2011 on va coincidir amb el seu germà José Martínez Cervera. L'estiu de 2011 fitxa pel Blackpool FC desvinculant-se del club periquito.

## Palmarès
| Títol                | Club                 | País    | Any       |
| -------------------- | -------------------- | ------- | --------- |
| Copa del Rei Juvenil | RCD Espanyol Juvenil | Espanya | 2003-2004 |